# Birthday Cake
Birthday Cake è il quarto singolo estratto da Talk That Talk, album del 2011 di Rihanna. Il brano era inizialmente un interlude, ma il 20 febbraio 2012 è stata pubblicata la versione completa del brano con il featuring di Chris Brown. Il brano è stato pubblicato come singolo il 6 marzo 2012.
Il pezzo ha riscontrato favori misti a polemiche, date dal fatto che il cameo nel brano è Chris Brown, con cui Rihanna nel 2009 ha avuto problemi in vita privata. Un altro fatto che ha confuso i fan è il fatto che Rihanna aveva già altre tre canzoni in radio, cioè Princess of China, Take Care e Talk That Talk. Il brano è stato registrato a Copenaghen.
Birthday Cake era stata pubblicata inizialmente come sesta traccia dell'album Talk That Talk e aveva una durata di settantotto secondi. Il pezzo si era ben presto fatto notare e in rete iniziavano a girare finte versioni complete, che in realtà erano state fatte dai fan. Tutto ciò avvenne finché i produttori del pezzo hanno annunciato su Twitter la versione completa per il febbraio 2012. Rihanna ha con questo iniziato a dare indizi ai fan per indovinare il featuring della traccia. All'inizio si pensava a Christina Aguilera, ma poi la notizia fu smentita. Alla fine la versione completa uscì il 20 febbraio 2012 con Chris Brown ed in contemporanea al remix di un altro brano di Chris, Turn Up the Music, in cui questa volta è Rihanna ad apparire come featured artist.

## Accoglienza
Birthday Cake ha riscosso recensioni controverse da parte dei critici musicali. Jayson Lipshutz dalla Billboard ha esaltato il preludio musicale scrivendo: "Siamo tutti propensi a una volgarità che ha per sfondo un compleanno nella musica pop, ma i soli 78 secondi di Birthday Cake non la celebrano a dovere". Ha anche paragonato il messaggio del testo a quello altrettanto spinto di Birthday Sex di Jeremih. Sam Lansky da MTV Buzzworthy ha reso onore a Birthday Cake, ma ha scritto che è "l'unico passo falso del disco - non perché non sia bello (eccome che lo è!), ma in quanto si protrae per soli settantotto secondi".
Per quel che riguarda il remix, Beth Hardie per il The Daily Mirror l'ha definito "sconvolgente, perché è come se Chris Brown la picchiasse virtualmente e senza alcun motivo in una macchina tre anni fa, prima dei Grammy", e ha sostenuto che Rihanna avrebbe suscitato una violenta controversia da parte di giornalisti e fan per non essere stata un virtuoso esempio per le giovani donne.

## Esibizioni dal vivo
Il brano è stato cantato il 5 maggio 2012 durante il programma statunitense Saturday Night Live insieme a Where Have You Been e Talk That Talk.

## Classifiche

### Classifiche settimanali
| Classifica (2011/2012) | Posizione massima |
| ---------------------- | ----------------- |
| Regno Unito            | 172               |
| Stati Uniti            | 24                |

### Classifiche di fine anno
| Classifica (2012) | Posizione |
| ----------------- | --------- |
| Stati Uniti       | 79        |